# Filip Panjeskovic
Filip Panjeskovic (født i 2003) er en dansk fodboldspiller, der spiller for Hillerød Fodbold.

## Klubkarriere
Filip Panjeskovic begyndte sin karriere i Hillerød Fodbold og kom til Lyngby BK som U/14-spiller.

### Lyngby Boldklub
Filip Panjeskovic underskrev i maj 2020 en kontrakt med Lyngby BK.